# Palacio de los condes de Cirat (Almansa)
El palacio de los condes de Cirat se encuentra en el municipio español de Almansa, en la provincia de Albacete, dentro de la comunidad autónoma de Castilla-La Mancha.

## Situación
Este palacio, conocido popularmente como «la Casa Grande», se encuentra en la plaza de Santa María, anexo a la iglesia arciprestal de la Asunción. Detrás de él se encuentran los jardines de la casa solariega de los marqueses de Montortal.
A muy pocos metros comienzan las escalinatas de acceso al famoso castillo de Almansa.

## Historia
La casa - palacio fue construida por don Alonso de Pina IV en 1575, la personalidad más influyente de la nobleza almanseña de la época.
La familia Pina se asentó en Almansa en el siglo XIV. Su primer representante es Alvar Ximénez de Pina, caballero aragonés acompañante del primer marqués de Villena Alfonso de Aragón, tras la primera guerra civil castellana de 1366-1369.
En 1793 la casa era propiedad de Miguel de Catalá y Calatayud, conde de Cirat. Después perteneció a los marqueses de Montortal, hasta que en 1992 fue adquirida por el ayuntamiento. En 1996, y tras su restauración, se convirtió en la sede del mismo.
Fue declarado Bien de Interés Cultural el 2 de noviembre de 1990. Identificador del bien otorgado por el Ministerio de Cultura: RI-51-0006984.